# 윌리엄 셰익스피어의 명성
윌리엄 셰익스피어의 명성(The Reputation of William Shakespeare)는 윌리엄 셰익스피어가 당대에 유명한 극작가이며 시인일 뿐만 아니라, 17세기 후기 이후로 영어로 된 가장 훌륭한 극작가이며 시인으로 여겨진다는 의미이다.
셰익스피어처럼 전세계를 무대로 잘 읽혀지고 알려진 극작가는 지금까지 없다.  그의 희곡은 엄청난 양으로 각색되어 새롭게 만들어졌다.  18세기와 19세기 동안, 위대한 연기스타들의 시기에 영국 무대에서 스타가 되는 것은 셰익스피어 작품을 잘 연기하는 자를 의미하였다.